# Fiat Pulse
Pour les articles homonymes, voir Pulse.
Le Fiat Pulse est un SUV citadin produit depuis 2021 par Fiat, principalement pour le marché sud-américain. En 2022, Fiat présente un dérivé SUV-coupé fastback du Pulse, appelé Fiat Fastback. 

## Fiat Pulse
Révélé en tant que modèle sans nom en mai 2021 au Brésil, son nom a ensuite été annoncé en juin 2021 après que trois options aient été proposées au public, à savoir Pulse (65 %), Domo (25 %) et Tuo (10 %),. 

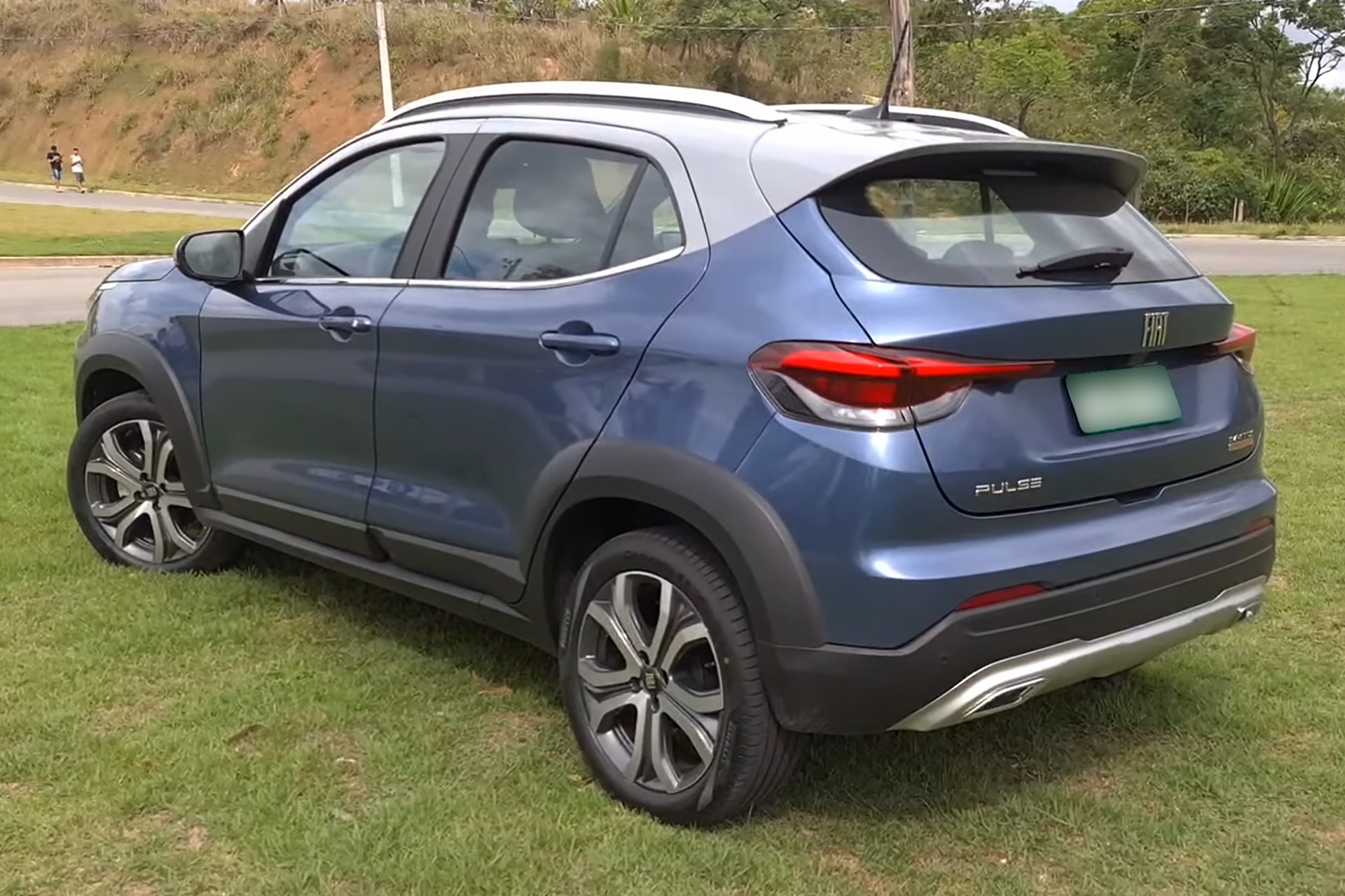
Fiat Pulse

Développé sous le nom de code Project 363, le véhicule est construit sur la nouvelle plate-forme modulaire Fiat MLA dérivée de la plate-forme MP1 améliorée utilisée par la Fiat Argo berline à hayon. Il sera vendu au Brésil et dans d'autres pays d'Amérique du Sud à partir du mois d'octobre 2021.
Au lancement, chaque version peut être équipée des deux moteurs Fiat FireFly :
- 1.0 GSE Turboflex – 999 cm3, 3 cylindres, injection directe turbocompressée, développant 128 ch DIN en version essence et 131 ch DIN en version éthanol, couple de 204 N m,
- 1,3 litre, 4 cylindres, aspiré, développant 109 ch DIN et 140 N m de couple ou turbocompressé avec 185 ch pour les versions haut de gamme futures.

La boîte de vitesses est, au choix :
- manuelle à 5 rapports
- automatique CVT.

## Pulse Abarth
La Pulse Abarth, version sportive du Fiat Pulse, est présentée en mars 2022. Elle ne comporte aucune référence à la marque Fiat, mais son nom est Pulse Abarth (et non pas Abarth Pulse).
Elle est commercialisée le 17 novembre 2022. Elle se distingue de la Fiat Pulse par une allure plus sportive, une suspension revue ainsi qu'un bloc 1.3 turbo développant 185 ch.

## Fiat Fastback
Fiat do Brazil présente en août 2022 un véhicule SUV-coupé fastback (projet 376) dérivé du Pulse. Ce nouveau modèle, annoncé par un show car appelé Fiat Fastback Concept avait été présenté au Salon de l'automobile de São Paulo en 2018, est basé sur le Pulse dont il reprend l'empattement. L'intérieur est quasiment identique à celui de cette dernière.

Fiat Fastback
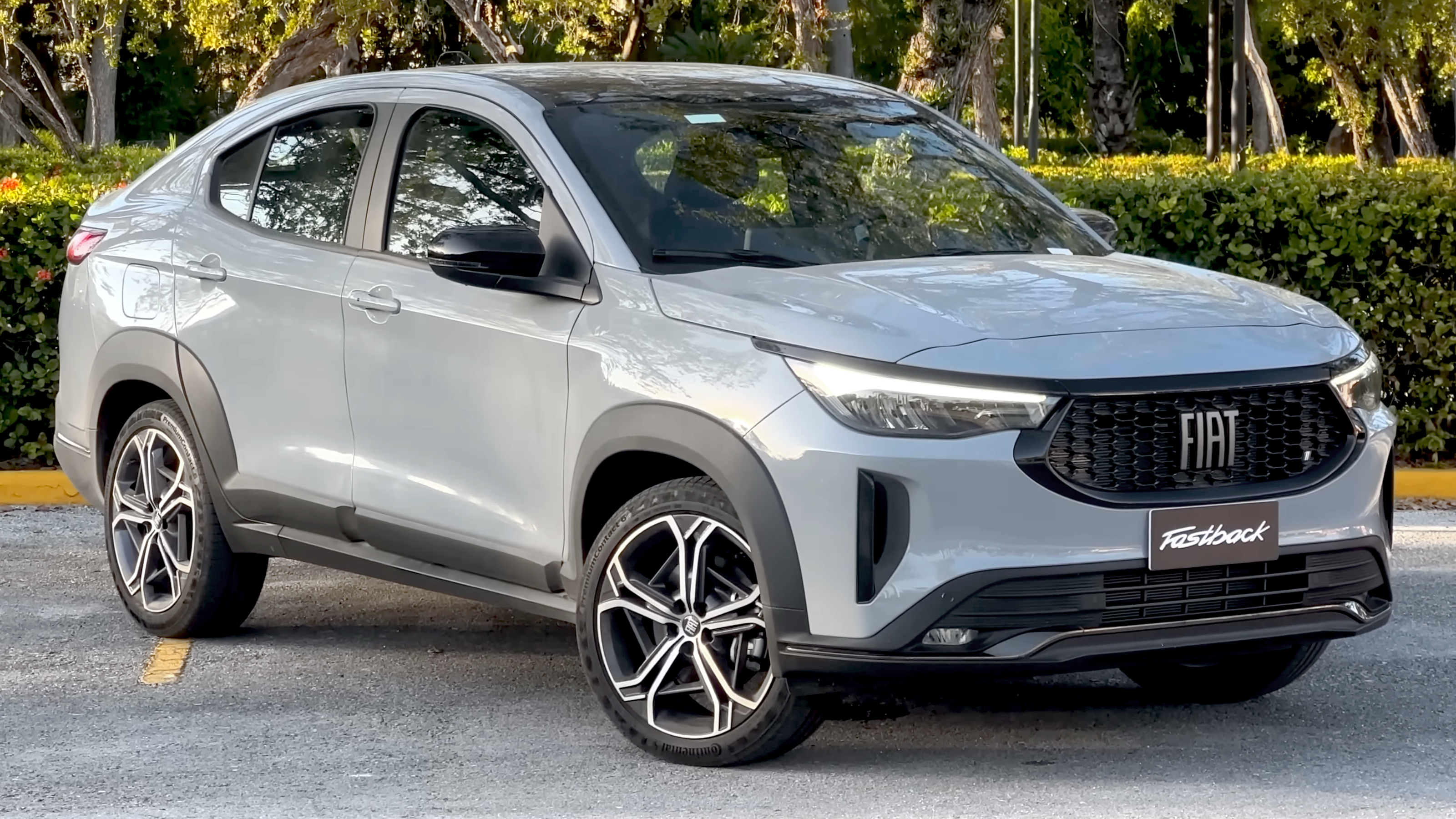
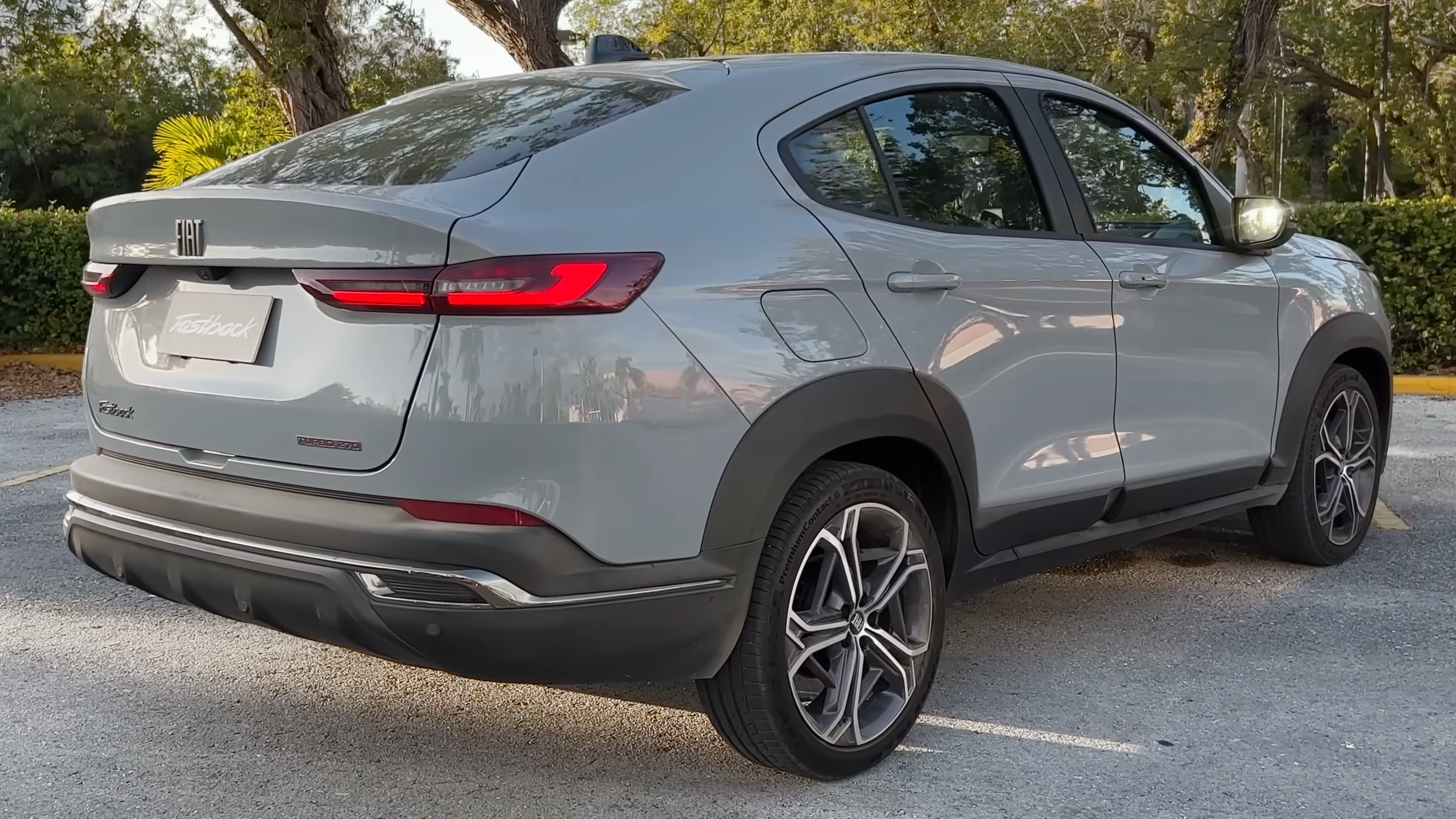
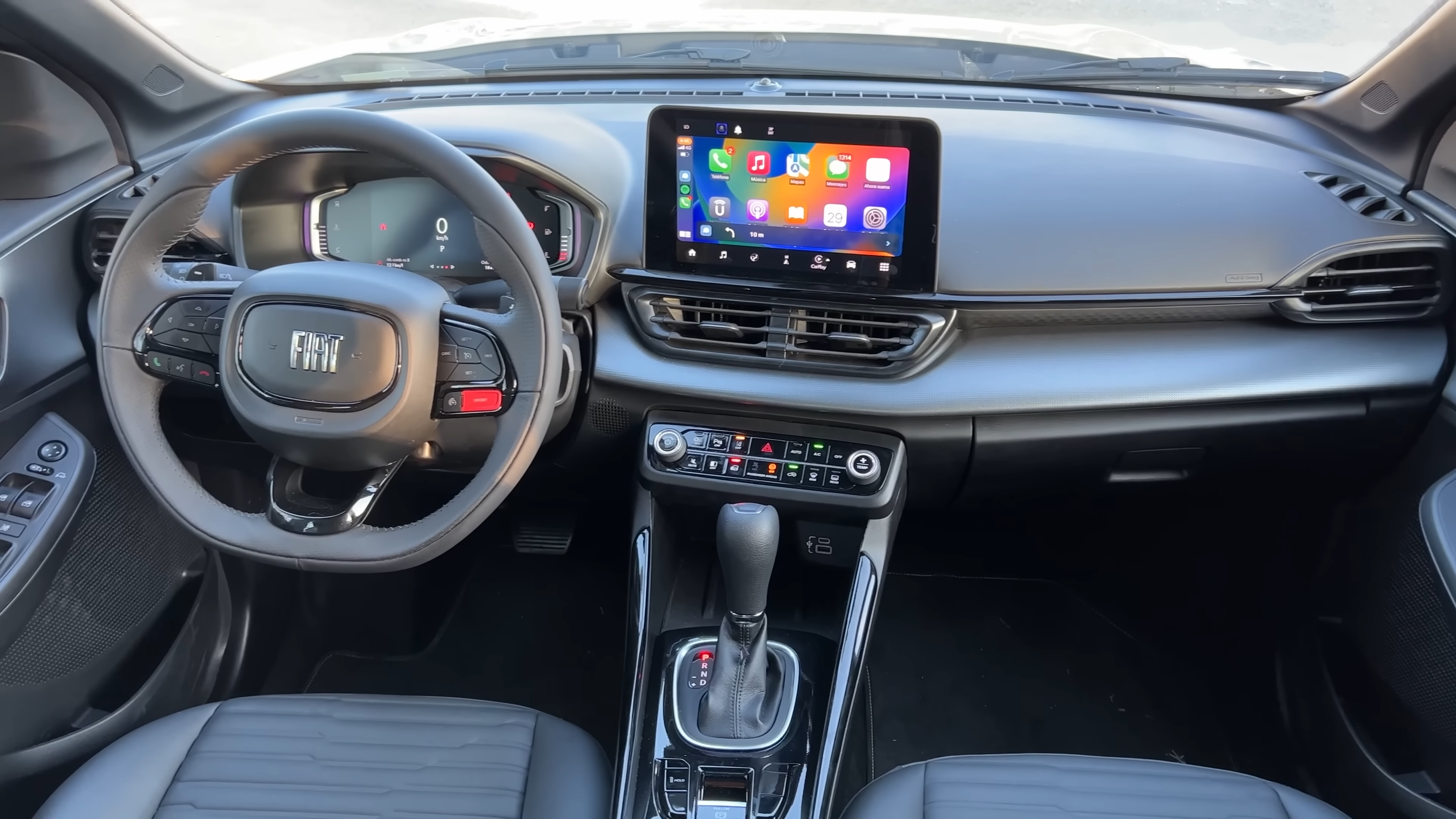

## Ventes

### Fiat Pulse
| Année | Brésil | Argentine |
| ----- | ------ | --------- |
| 2021  | 6 725  |           |
| 2022  | 50 522 | 3 681     |
| 2023  | 45 812 | 1 652     |

### Fiat Fastback
| Année | Brésil |
| ----- | ------ |
| 2022  | 9 892  |
| 2023  | 40 408 |